# Piazza Émile Chanoux
Piazza Émile Chanoux (pron. fr. AFI: [emil ʃanu] - in francese, place Émile Chanoux) è la piazza principale di Aosta. È situata nella zona centrale della città e ha forma di rettangolo coi lati lunghi esposti a nord e sud. Da essa partono via Jean-Baptiste de Tillier, via porta Prætoria (queste due sorgono sul percorso dell'antico decumanus maximus), via Hôtel des États, via Xavier de Maistre e viale Conseil des Commis.
Precedentemente intitolata a Carlo Alberto di Savoia (fr. place Charles-Albert), è oggi dedicata al notaio e partigiano Émile Chanoux, coordinatore del CLN di Aosta.

## Storia
Nel 1352, sull'area che oggi è occupata da piazza Chanoux, Amedeo VI di Savoia fece costruire il complesso monastico di San Francesco, che comprendeva una chiesa a tre navate, un campanile alto quasi 40 metri e un chiostro. La struttura rimase pressoché inalterata fino al 1835, anno in cui iniziarono i lavori di edificazione del municipio cittadino. Gli ultimi resti del monastero vennero demoliti l'anno successivo, quando anche il campanile fu abbattuto mediante l'uso di esplosivi. Oggi la piazza che si trova a nord del municipio è chiamata piazza San Francesco.
Nel 1924 viene inaugurato il monumento al soldato valdostano, in sostituzione a quello dedicato al medico Laurent Cerise, spostato ai giardini pubblici di avenue Conseil des Commis.

## Edifici
- Il municipio (Hôtel de Ville).

Progettato in stile neoclassico dall'architetto Michelangelo Bossi, il municipio (in francese, Hôtel de Ville) prese il posto del monastero di San Francesco. I lavori per la sua edificazione presero il via nel 1835 e terminarono nel 1841. La facciata principale dell'edificio, quella esposta a sud, si affaccia su piazza Chanoux. Da notare, oltre al frontone riccamente decorato, sono le due statue situate alla base della facciata. Le sculture rappresentano i due corsi d'acqua che lambiscono la città: la Dora Baltea e il Buthier. Sul tetto del municipio spiccano un orologio, sulla parte occidentale, e una meridiana, su quella orientale.
All'interno del palazzo, tra le altre sale, trovano posto il salone ducale e l'ex sala consiliare. Nel primo sono degni di nota il soffitto affrescato, con ritratti del duca Amedeo VI di Savoia, di Sant'Anselmo, Jean-Baptiste de Tillier e Renato di Challant ed il pavimento in legno intarsiato. Nella seconda sono da citare le lapidi commemorative dedicate a Jean-Laurent Martinet, a Federico Chabod, al progetto della ferrovia Aosta-Ivrea e alla proclamazione della Repubblica.
- l'Hôtel des États

L'Hôtel des États è adiacente al palazzo comunale e occupa la porzione occidentale del lato nord di piazza Chanoux. Fu costruito come edificio a un piano solo agli inizi del XVIII secolo e successivamente venne sopraelevato e assunse l'aspetto attuale. L'edificio ospitò l'assemblea degli Stati Generali e il Conseil des Commis, l'assemblea legislativa locale alle strette dipendenze della Corona Sabauda, che aveva autorità in materia di imposte, sanità, ordine pubblico. Oggi questo edificio ospita mostre temporanee.
- Altri edifici

Su piazza Chanoux si affacciano altri edifici che hanno segnato la storia della città nel corso del XIX e del XX secolo. Da segnalare il palazzo che occupa la parte occidentale del lato sud, che un tempo ospitava l'Hôtel de la Couronne et de la Poste, all'epoca uno degli hotel più lussuosi di tutta la Valle d'Aosta. Sempre sul lato sud si trova la casa dove abitò lo scrittore Xavier de Maistre, mentre sotto i portici del municipio si trovava il Caffè Nazionale, storico locale istituito a metà Ottocento, di cui si conserva la sala circolare in stile gotico, e dopo una chiusura dal 2020 al 2022, nuovamente riaperto dallo chef Paolo Griffa e premiato con una stella Michelin.

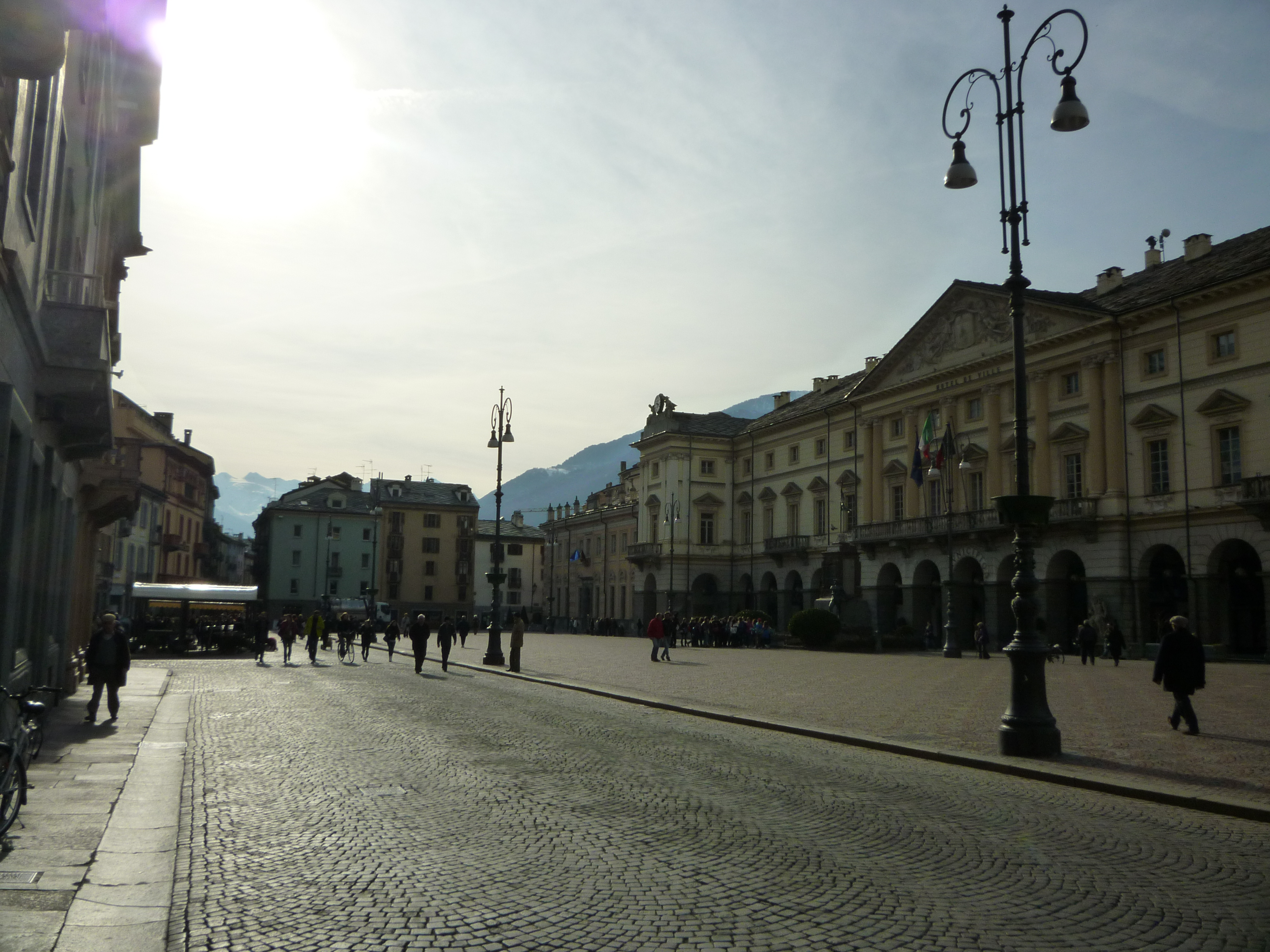
Vista della piazza (da est): a destra, l'Hôtel de ville con, in fondo, l'Hôtel des États. A sinistra, in fondo, l'edificio giallo dell'ex Hôtel de la couronne et de la poste.
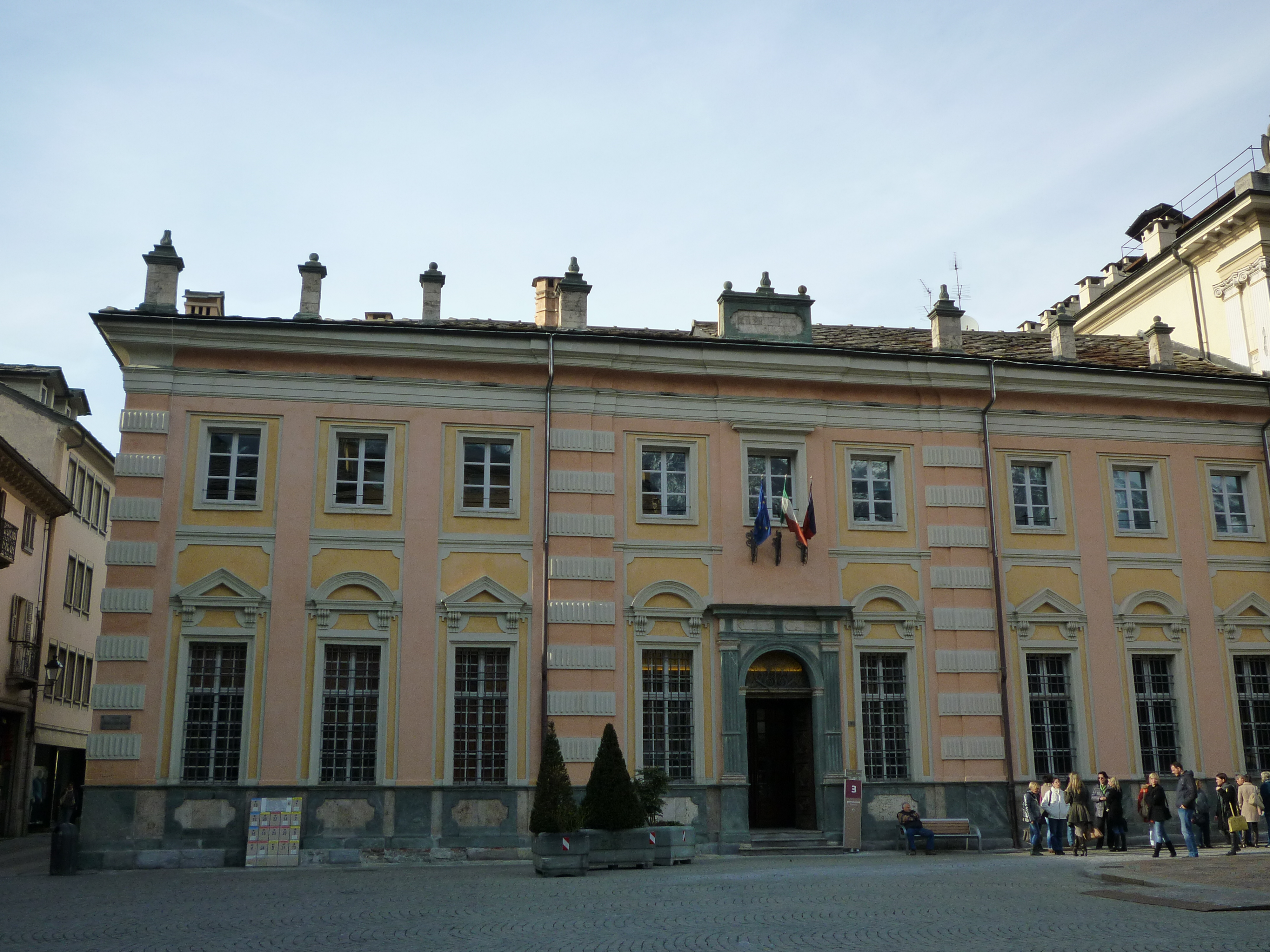
L'Hôtel des États
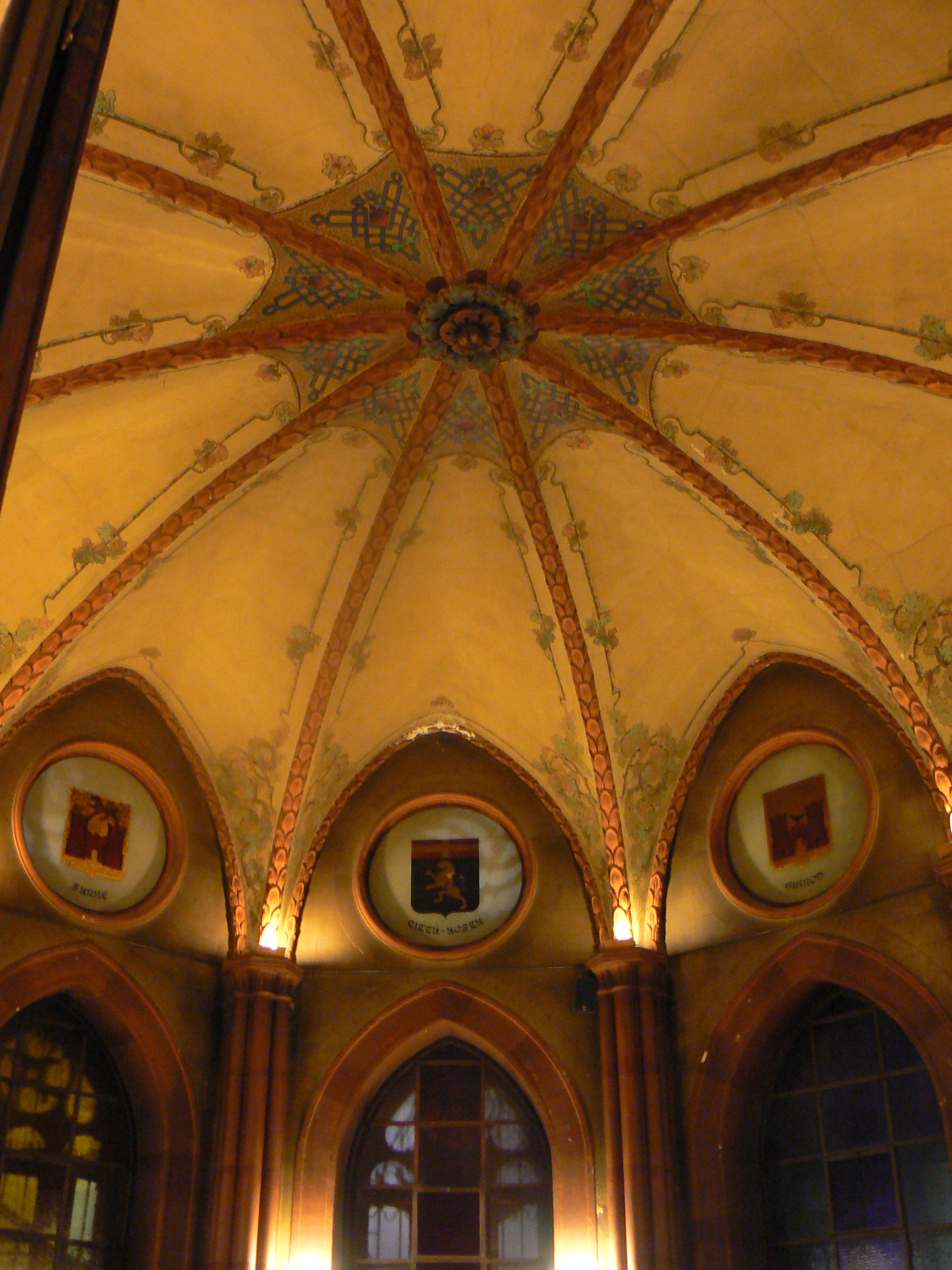
Soffitto della sala gotica del Caffè nazionale
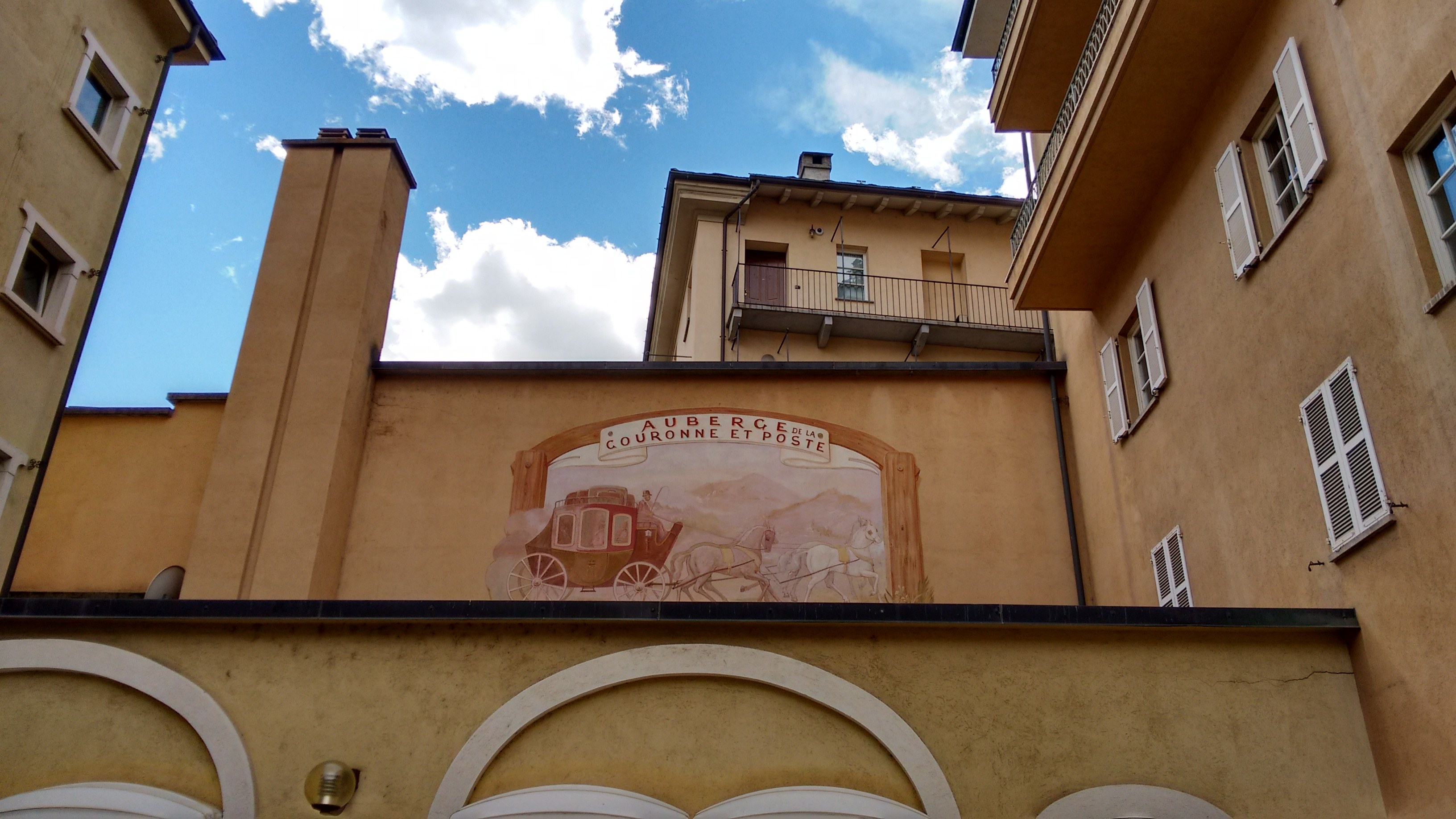
L'Hôtel de la couronne et de la poste
La piazza Carlo Alberto, attuale piazza Émile Chanoux, in epoca fascista
La piazza Carlo Alberto, attuale piazza Émile Chanoux, in epoca fascista, con il monumento al soldato inaugurato nel 1924
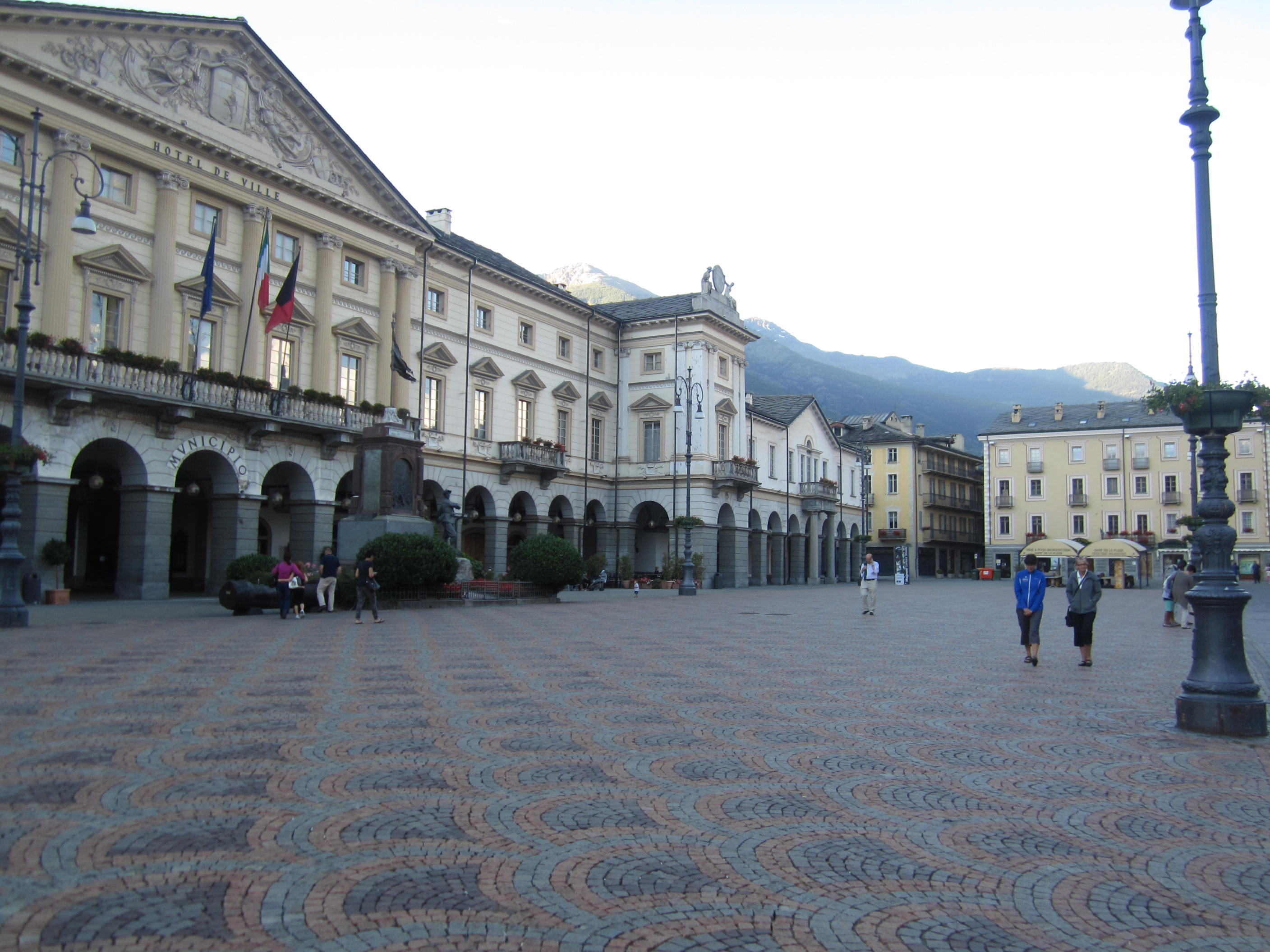
La piazza vista da ovest